# Mikra Anglia
Mikra Anglia ( : Μικρά Αγγλία) est un film dramatique et romantique grec réalisé par Pantelís Voúlgaris, sorti en 2013 et dont le scénario est inspiré du roman du même nom d'Ioanna Karystiani, l'épouse du réalisateur. 
L'intrigue tourne autour de deux sœurs, Orsa et Moscha, habitant l'île d'Andros, surnommée Mikra Anglia (litt. « Petite Angleterre ») en raison de sa richesse. L'action commence dans l'entre-deux-guerres et se termine dans les années 1950.

## Liminaire
Le film a remporté un succès commercial en Grèce, étant le deuxième film le plus rentable de 2013 et le premier parmi les films grecs. La Petite Angleterre a également rencontré un succès critique au pays et à l'étranger. Il a été nommé pour treize Prix du cinéma hellénique et en a remporté six, dont le prix du meilleur film. Sur le plan international, il a dominé le Festival du film de Shanghai 2014, remportant trois Golden Goblet Awards, ceux du meilleur long métrage, du meilleur réalisateur et de la meilleure actrice. Il est également nommé pour un Satellite Award du meilleur film en langue étrangère. Little England a été soumis par la Grèce pour le meilleur film en langue étrangère à la 87e cérémonie des Oscars, mais il n'a pas été nommé.

## Synopsis
L'action se déroule sur l'île d'Andros, où vivent Orsa, 20 ans, et sa sœur cadette, Moscha. Orsa est profondément amoureuse de Spyros Matabes, un lieutenant, mais elle n'a jamais révélé son secret à qui que ce soit. D'un autre côté, Moscha rêve de quitter Andros et d'échapper au sort des femmes d'épouser des marins, généralement éloignés de leur famille. Leur mère, Mina, mariée à un capitaine, considère que l'amour est un problème et, au-delà de leurs émotions, veut que ses filles fassent des mariages riches. En conséquence, Orsa épouse le capitaine Nikos Vatokouzis et Moscha, Spyros Matabes, devenu capitaine, dont sa sœur est amoureuse. Les deux femmes vivent dans le duplex de la famille et l'amour interdit nuira leur vie.

## Fiche technique
- Titre original : Μικρά Αγγλία, Mikra Anglia (litt. « Petite Angleterre »)
- Réalisation : Pantelís Voúlgaris
- Scénario : Ioanna Karystiani, d'après son roman
- Photographie : Simos Sarketzis
- Montage : Takis Giannopoulos
- Musique : Katerina Polemi
- Pays d'origine : Grèce
- Langue originale : grec
- Format : couleur
- Genre : dramatique
- Durée : 132 minutes
- Dates de sortie :
  - Grèce : 5 décembre 2013

## Distribution
- Penelope Tsilika : Orsa Saltaferou (comme Pinelopi Tsilika)
- Sofia Kokkali : Mosha Saltaferou
- Anéza Papadopoúlou : Mina Saltaferou
- Andreas Konstantinou : Spyros Maltabes
- Maximos Moumouris : Nikos Vatokouzis
- Vasilis Vasilakis : Savvas Saltaferos
- Christos Kalavrouzos : oncle Aimilios

## Sortie
Le film est sorti en Grèce le 5 décembre 2013. Il est également projeté à deux reprises comme film de clôture au 36e Festival international du film du Caire les 17 et 18 novembre 2014.

## Récompenses
La Petite Angleterre a dominé les prix du cinéma hellénique 2014, où il a reçu treize nominations et a finalement remporté six prix, dont celui du meilleur film. Le film a rencontré un grand succès au Festival international du film de Shanghai 2014, où il a également été annoncé comme le meilleur long métrage et a remporté deux autres Golden Goblet Awards. Le film a été sélectionné comme entrée grecque pour le meilleur film en langue étrangère aux 87e Oscars;